# 里氏杜父魚
里氏杜父魚，為輻鰭魚綱鮋形目杜父魚亞目杜父魚科的其中一種，為溫帶淡水魚，分布於北美洲加拿大育空地區、卑詩省至五大湖、聖羅倫斯河、魁北克南部及美國蒙大拿州、俄亥俄州北部的淡水流域，棲息深度可達137公尺，體長可達10公分，棲息在岩石底質、流動快速的溪流、湖泊，以甲殼類、昆蟲等為食，繁殖期在夏末初秋，生活習性不明。

## 擴展閱讀
維基物種上的相關：里氏杜父魚